# プロジェクト・ジェニファー
プロジェクト・ジェニファー (Project Jennifer) とはアメリカ合衆国中央情報局(CIA)が特殊サルベージ船グローマーエクスプローラーを用いて、1974年に太平洋に沈没したソビエト連邦のゴルフ級潜水艦K-129を極秘裏に引き上げた際に用いられたコードネームである。この名称は、プロジェクトを担当した CIA の部署名からマスコミが名付けたものだが、政府内ではプロジェクト・アゾリアン（Project Azorian、アゾレス諸島プロジェクト）と呼ばれた。
座標: 北緯40度06分 東経179度54分 / 北緯40.1度 東経179.9度

1968年にK-129がミサイル発射可能な状態で作戦海域を大きく逸脱し、ハワイ近海を航行するという不可解な事態のなか沈没し、周辺海域が放射線によって汚染される事態が発生した。このプロジェクト・ジェニファーは冷戦期における最も複雑で極秘裏に行われた諜報作戦の一つに数えられている。

## 標的
1968年3月8日、アメリカのSOSUS（シースパイダー）ソナーネットワークがソ連海軍潜水艦の爆発事故を探知した。この爆発事故に関連した調査が米衛星や海兵隊の調査船によっても行われた。ソ連海軍は沈没したK-129を発見することができなかった一方、アメリカ海軍は特殊探査装置を使用するために改良された原子力潜水艦ハリバット(USS Halibut, SSN-587)がハワイ沖に沈没しているK-129を発見することに成功する。当時の国家安全保障担当大統領補佐官、ヘンリー・キッシンジャーは隠密裏にK-129をサルベージしアメリカに持ち帰ることを許可した。これにより当時の冷戦の相手国ソ連の軍事技術や、もし可能なら当時のソ連の暗号技術を知ることが大きな目的だった。

## グローマー・エクスプローラーの建造とその裏話
経営する会社がすでに米軍との武器、航空機の製造契約を取り付けている当時の世界屈指の大富豪、ハワード・ヒューズは極秘裏に海底に沈没したK-129を引き上げることのできる巨大なサルベージ船を建造する契約をCIAと結んだ。1972年11月1日に排水量63,000トン、高さ189mの巨大サルベージ船“ヒューズ・グローマー・エクスプローラー”の建造が始まった。本計画のための諜報船であることが表ざたにならないよう、この船はスマ・コーポレーション（ヒューズ・ツールカンパニーの機械事業部から分社した企業）のマンガン団塊掘削船という表向きの顔が与えられていた。

## 回収
ヒューズ・グローマー・エクスプローラーには大型の機械式鉤爪が持ち込まれた。これは正式には "Capture Vehicle" といったが、クレメンタイン (Clementine) という愛称で呼ばれた。この鉤爪は海底まで下ろされ、潜水艦の区画を丸ごと抱え込み、5000メートルの深さから持ち上げられるよう設計された。この技術の利点の一つに、海底のサルベージポイントに対して船の位置を固定できるというものがあった。この手法では、油田の掘削装置に似たやりかたが採られた。つまり船の中ほどから、18メートルのパイプを順に継ぎ合わせつつ、その中を鉤爪が共に下りてゆくのである。鉤爪が潜水艦を捕獲したあとは、逆のやりかたで引き上げる。つまり18メートルのパイプを順に引き上げては取り外してゆくのである。こうして「捕獲物」は船体中央の巨大な区画 -乗組員はそれを月の水槽 (Moon Pool) と呼んだ- に引き入れられ、その上部は閉じられて床とされた。これにより、サルベージの一部始終は水面下で行われ、他の船、飛行機、スパイ衛星の目から隠された。
1974年7月4日、同船とバルジはリカバリーポイントに到着、一ヶ月にわたるサルベージ作戦に着手した。極秘作戦であったのにもかかわらずソ連は作戦を嗅ぎつけ、監視船を派遣してヒューズ・グローマー・エクスプローラーの作業を監視し続けた。しかし、作業の様子は外部から全く見られることが無く進んだ。作戦中の8月12日に上記の巨大な掘削装置の一部の鉤爪が欠落し、引き上げている途中だった潜水艦（それはすでに海底に座礁して中破していたのだが）の半分が一緒に欠落して海底に再び落下してしまう事故が発生した。作業の結果前38フィート分だけが回収に成功した。
回収された船体は専用のコンテナに密閉され、本土の軍事基地に運搬されてから開封された。事後調査書によるとそのセクションには、もし手に入れることができたら米軍に圧倒的優位をもたらすであろう核ミサイルや暗号表は見つからなかった。ところが、いくつかの情報筋によるとそのセクションから核魚雷、暗号表やその他様々な諜報上の情報を得たともされている。サルベージした部分からは6名の遺体も回収された。遺体は数日後、従軍牧師が英語とロシア語で葬儀を取り仕切り、水葬された。
1997年発行の本「ジェニファー作戦」の著者クライド・W・ブルーソンは「本当は全船体が回収されたのであり、諜報作戦の真の成果を知られないようにするため、“船体が途中で折れた”という嘘をCIAがでっち上げた」のではないかと推測している。

## 一般への公表
ニューヨーク・タイムズは本作戦の情報を事前に入手したが公表を控えた。1974年初頭、ニューヨーク・タイムズ記者のシーモア・ハーシュがジェニファー計画に関しての情報を入手し、記事を載せようと考えた。当時のワシントン支局長、ビル・コヴァチは2005年に「政府から“国際問題を引き起こす”（国際法上は沈没したK-129潜水艦の所有権はソ連政府にある）ことを防ぐという理由で計画推進中だった1974年初頭の時点での作戦の公表を控えるように要請された」と告白した。ニューヨーク・タイムズは結果的に1975年にロサンゼルス・タイムズに追従する形で本作戦に関する記事を発表し、その中でこの記事が発表されるまでの長い経緯を5つの章に分けて説明した。

## 発覚の経緯
この超極秘作戦が発覚するには、色々の事実と憶測がある。
初めはロサンゼルスにあったとされるハワード・ヒューズの警備の厳重な極秘業務センターに泥棒が入り、かなりの文書が盗まれた。その中にこの文書があり、それがハーシュ記者に渡った。
しかし、当時ハーシュは多国籍企業の犯罪調査（＝後にロッキード事件などに発展する）にかかわっていたので、不掲載に同意した。
※当時ヒューズ社は主導権争いが激しく、CIAなども絡んでいたとされる。社内抗争の道具として使われた可能性も指摘されている。